# Black Market (웨더 리포트의 음반)
| 전문가 평가                          | 전문가 평가 |
| 평가 점수                            | 평가 점수   |
| 출처                                 | 점수        |
| ------------------------------------ | ----------- |
| Allmusic                             | [ 1 ]       |
| Sputnikmusic                         | [ 2 ]       |
| The Rolling Stone Jazz Record Guide  | [ 3 ]       |
| The Penguin Guide to Jazz Recordings | [ 4 ]       |

《Black Market》은 1976년 3월 11일, 미국의 재즈 퓨전 밴드 웨더 리포트가 발매한 여섯 번째 스튜디오 음반이다. 이 음반은 조 자비눌과 웨인 쇼터가 프로듀싱했다. 1975년 12월부터 1976년 1월까지 녹음되었으며 1976년 3월 컬럼비아 레코드를 통해 발매되었다. 컬럼비아는 1991년 디지털 리마스터드 CD로 다시 발매했다.

## 배경
이 음반은 웨더 리포트의 여섯 번째 전체 음반이자 베이시스트 자코 파스토리우스가 참여한 첫 번째 음반으로, 그 중 하나가 자신의 작곡인 〈Barbary Coast〉였다. 뒷면 커버 사진에는 파스토리우스, 체스터 톰슨, 알렉스 아쿠냐가 밴드와 함께 있는 모습이 담겨 있지만 베이시스트 알폰소 존슨은 음반의 트랙 대부분에서 연주했다. 이 음반은 아프리카의 영향을 많이 받았으며 스타일은 "월드 퓨전"으로 묘사될 수 있다. 두 번째 트랙인 〈Cannon Ball〉은 색소폰 연주자 캐넌볼 애덜리의 헌정곡으로, 1960년대 조 자비눌의 고용주였다. 애덜리는 《Black Market》이 녹음되기 몇 달 전에 죽었다.

## 곡 목록
| #  | 제목               | 작곡              | 재생 시간 |
| -- | ------------------ | ----------------- | --------- |
| 1. | 〈Black Market〉   | 조 자비눌         | 6:28      |
| 2. | 〈Cannon Ball〉    | 자비눌            | 4:36      |
| 3. | 〈Gibraltar〉      | 자비눌            | 8:16      |
| 4. | 〈Elegant People〉 | 웨인 쇼터         | 5:03      |
| 5. | 〈Three Clowns〉   | 쇼터              | 3:31      |
| 6. | 〈Barbary Coast〉  | 자코 파스토리우스 | 3:19      |
| 7. | 〈Herandnu〉       | 알폰소 존슨       | 6:36      |